# Lustrochernes brasiliensis
Espèce
Synonymes
- Chernes brasiliensis Daday, 1889

Lustrochernes brasiliensis est une espèce de pseudoscorpions de la famille des Chernetidae.

## Distribution
Cette espèce est endémique du Brésil.

## Description
L'holotype mesure 3,8 mm.

## Étymologie
Son nom d'espèce, composé de brasil(i) et du suffixe latin -ensis, « qui vit dans, qui habite », lui a été donné en référence au lieu de sa découverte, le Brésil.

## Publication originale
- Daday, 1889 : Egy Braziliai új álskorpió-faj a Magyar Nemzeti Muzeum állattárában. Természetrajzi Füzetek, vol. 12, p. 23-24 (texte intégral).